# Charles-Auguste Le Quien de La Neufville
Charles-Auguste Le Quien de La Neufville (23 juillet 1726, Bordeaux - 25 octobre 1805, Cenon), est un prélat français, évêque de Dax.

## Biographie
Charles-Auguste Le Quien est le 3e des enfants de Charles Le Quien, seigneur de La Neufville et de Frémicourt, directeur général des Postes de Bordeaux et de Guyenne et de Anne Sybille de Wez.
Frère du seigneur de Lahontan, destiné à l'Église, il est pourvu en commende du prieuré de  Saint-Étienne de Mortagne en Saintonge. Il devient sous-doyen de Bordeaux puis vicaire général de Dax. Il est également visiteur apostolique des Carmélites.
Il est nommé évêque de Dax en 1771, confirmé le 27 janvier 1772 et consacré en mars par l'archevêque de Bordeaux, Ferdinand-Maximilien-Mériadec de Rohan chez les Carmélites de Saint-Denis près de Paris. Dans son diocèse, il renouvelle les statuts synodaux. La constitution civile du clergé supprime son évêché qui est inclus dans celui du département des Landes constitué pour l'évêque constitutionnel Jean-Baptiste Pierre Saurine. Il proteste en 1791 contre cette intrusion, se réfugie à Lahontan, puis il émigre en Espagne. Après la signature du concordat de 1801, il se démet de son siège et rentre en France. Le décret du 9 avril 1802 le nomme évêque de Poitiers, titre qu'il refuse la même année en raison de son âge et de sa santé. Il meurt à Cenon le 25 octobre 1805.